# 桑班
桑班（法語：Sambin，法語發音：[sɑ̃bɛ̃]）是法国卢瓦-谢尔省的一个市镇，属于布卢瓦区。

## 地理
桑班（47°26'17"N, 1°17'49"E）面积20.83 平方千米，位于法国中央-卢瓦尔河谷大区卢瓦-谢尔省，该省份为法国中北部省份，北起厄尔-卢瓦省，东北接卢瓦雷省，东南接谢尔省，南至安德尔省，西南接安德尔-卢瓦尔省，西北接萨尔特省。
与桑班接壤的市镇（或旧市镇、城区）包括：比耶夫尔河畔蒙图、蓬勒瓦、索洛涅地区勒孔特鲁瓦。
桑班的时区为UTC+01:00、UTC+02:00（夏令时）。

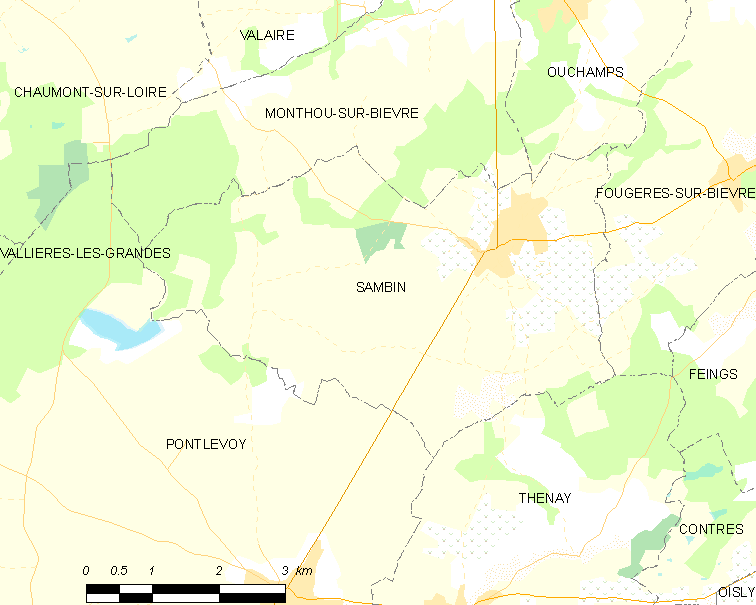
桑班的OSM定位图

## 行政
桑班的邮政编码为41120，INSEE市镇编码为41233。

## 政治
桑班所属的省级选区为布卢瓦第三县。

## 人口

1962-2008年间桑班人口变化图示

桑班于2022年1月1日时的人口数量为872人。